# Erich Topp
Erich Topp (* 2. Juli 1914 in Hannover; † 26. Dezember 2005 in Süßen, Landkreis Göppingen) war ein deutscher Marineoffizier. Er war hochdekorierter U-Boot-Kommandant der Kriegsmarine und zuletzt Konteradmiral der Bundesmarine.

## Leben
Beförderungen
- 1. Juli 1935 Fähnrich zur See
- 1. April 1937 Leutnant zur See
- 1. April 1939 Oberleutnant zur See
- 1. September 1941 Kapitänleutnant
- 1. August 1942 Korvettenkapitän
- 1. Dezember 1944 Fregattenkapitän
- 1. November 1959 Kapitän zur See
- 15. November 1965 Flottillenadmiral
- 21. Dezember 1966 Konteradmiral

Feindfahrten U 57
- 5. Juni 1940 – 15. September 1940
(6 Schiffe mit 36.861 BRT versenkt)

Feindfahrten U 552
- 4. Dezember 1940 – 10. September 1942
(26 Schiffe mit 141.058 BRT versenkt)

Als Sohn des Ingenieurs Johannes Topp besuchte Erich Topp Gymnasien in Hannover und Celle.

### Nationalsozialismus
Im Mai 1933 trat Topp in die NSDAP ein und 1934 auch in die Allgemeine-SS. Topp leistete den Hitler-Eid in der Überzeugung, das Richtige zu tun. Zumindest zu Beginn des Krieges betrachteten seine Kollegen Topp als Nazi. Topp machte die Bekanntschaft von Martin Bormann, Hitlers persönlichem Sekretär und Leiter der NS-Parteikanzlei. Bormann heiratete die Schwester von Topps Mannschaftskameraden, Walter Buch. Topp stand ihm so nahe, dass er auf Bormanns Residenz in Berchtesgaden eingeladen wurde. Topps politische Einstellung wurde von seinem Onkel nicht geteilt. Seine angeheiratete Tante, Anna Topp, war Jüdin. Während der Naziherrschaft wurde sie in das Ghetto Theresienstadt geschickt und überlebte dort. In seinen Memoiren behauptete Topp, nicht an die Nazi-Ideologie geglaubt zu haben. Ein Analytiker schrieb: „Die Gegensätze und Topps individueller Werdegang machen die Grenzen jeder quantitativen Untersuchung [von Topps politischen Überzeugungen] deutlich“.
Nach dem Krieg setzte sich Topp mit dem Naziregime und seinen Verbrechen auseinander. Mit ehemaligen Kameraden stritt er heftig über die Sache, für die sie gekämpft hatten. Besonders kritisch äußerte sich Topp über Admiral Karl Dönitz, den Befehlshaber der U-Boote und späteren Oberbefehlshaber der Kriegsmarine. Nach dem Krieg vertrat Topp die Ansicht, dass die deutsche Marineführung und sein Vorgesetzter Karl Dönitz vom Holocaust wussten. Topp verwies auf Dönitz’ Bekenntnis zum Nationalsozialismus, seine Bewunderung für Hitler und seine Teilnahme an den Posener Reden. Topp kritisierte Dönitz’ Darstellung, ein unpolitischer Soldat gewesen zu sein. Topp sagte über Dönitz, dass seine Untätigkeit „einer passiven Duldung dieser wahnsinnigen Verbrechen sehr nahe kommt“. Nur wenige ehemalige U-Boot-Kommandanten griffen Dönitz’ Charakter so deutlich an. Die Erlebnisse seiner Tante im Ghetto von 1943 mögen dabei eine Rolle gespielt haben. Dönitz stellte Topp persönlich zur Rede, als dieser ihn aufsuchte. Er soll Topp mit der Frage begrüßt haben: „Wie ich höre, sind Sie der Meinung, dass ich hätte hingerichtet werden sollen?“ Er überreichte Topp seine Anschuldigungen, unterstrichen durch einen Brief von Samuel Eliot Morison, dem offiziellen Historiker der US-Marine, der Dönitz’ Verteidigung akzeptierte, dass er nichts von den Nazi-Verbrechen wusste. Morison war es, der Dönitz von Topps Anschuldigungen oder „Zweifeln“, wie Topp später behauptete, in Kenntnis setzte.

### Reichsmarine
Nach dem Abitur studierte Topp in Kiel Medizin, 1933 wurde er Mitglied der Burschenschaft Teutonia zu Kiel. Ebenfalls 1933 trat er der NSDAP bei (Mitgliedsnummer 2.621.078). Im folgenden Jahr gab er sein Studium auf und trat am 8. April 1934 als Offizieranwärter in die Reichsmarine ein (Crew 34). Die infanteristische Grundausbildung absolvierte er in der II. Abteilung der Schiffsstammdivision Ostsee auf dem Dänholm. Seine seemännische Ausbildung erhielt er auf dem Segelschulschiff Gorch Fock (14. Juni 1934 bis 26. September 1934) und auf dem Leichten Kreuzer Karlsruhe (27. September 1934 bis 29. Juni 1935).

### Kriegsmarine
An der Marineschule Mürwik absolvierte er anschließend den Fähnrichlehrgang, der bis 29. Juni 1936 dauerte. Seine weitere Ausbildung führte ihn zu einem zweiwöchigen Torpedolehrgang. Anschließend diente er vom 18. April bis 4. Oktober 1937 als Adjutant wieder an Bord der Karlsruhe, die im Juni 1937 im Spanischen Bürgerkrieg vor der spanischen Küste patrouillierte.
Nach freiwilliger Meldung wurde er am 5. Oktober 1937 zur U-Boot-Waffe versetzt. Seine Ausbildung zum U-Boot-Fahrer erhielt er an der U-Boot-Schule Neustadt in Holstein. Da nach Abschluss seiner Ausbildung am 2. Juni 1938 keine Stelle auf einem U-Boot frei war, wurde er an die Marineunteroffizierlehrabteilung in Friedrichsort versetzt und war dort als Lehroffizier tätig. Er wurde am 26. September 1938 zur 7. U-Flottille versetzt und trat am 2. November 1938 seinen Dienst als I. Wachoffizier auf dem U-Boot U 46 an.

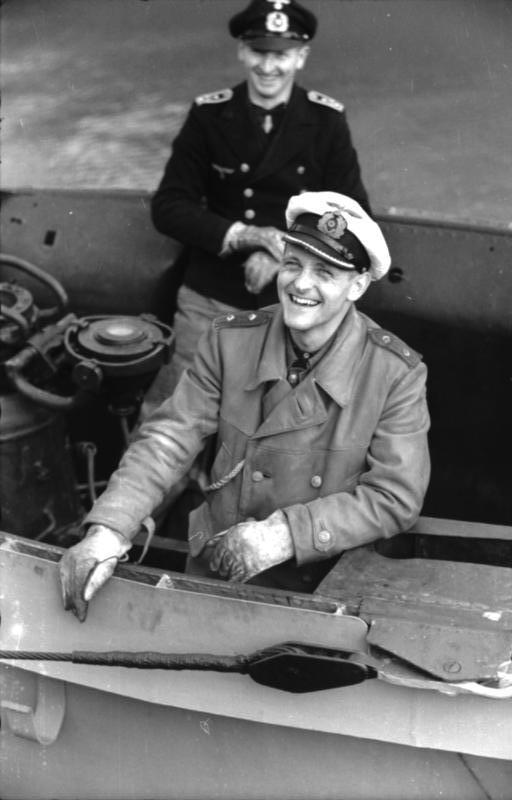
Kapitänleutnant Erich Topp auf U 552 aus U-Boot-Bunker auslaufend (Frankreich, März 1942)

Im Juni 1940 übernahm er das Boot U 57 vom Typ II C, mit dem er auf zwei Fahrten sechs Schiffe versenkte. Bei der Rückkehr von U 57 vom zweiten Einsatz kam es vor Brunsbüttel zu einem Unfall. Ein auslaufender norwegischer Frachter rammte das beleuchtete Boot, das binnen Sekunden sank. Sechs Männer kamen ums Leben.
Topp übernahm im Dezember 1940 das VII C-Boot U 552. Mit diesem Boot machte er zehn Feindfahrten, auf denen 28 Handelsschiffe versenkt und vier weitere beschädigt wurden. Zusätzlich versenkte Topp am 31. Oktober 1941 das erste US-amerikanisches Kriegsschiff im Zweiten Weltkrieg, den Zerstörer Reuben James. Im Oktober 1942 wurde er Chef der 27. U-Flottille in Gotenhafen.
Am 1. Dezember 1944 übernahm Fregattenkapitän Erich Topp die Zuständigkeit für die neuen U-Boote vom Typ XXI. Bei den XXI-Unterseebooten handelte es sich um Elektro-Boote, die man im Gegensatz zu den bisher im Zweiten Weltkrieg eingesetzten U-Booten bereits als reine Unterseeboote bezeichnen konnte. Sie waren ohne Zweifel die modernsten Unterseeboote des Zweiten Weltkrieges.
Mit dem Vordringen der sowjetischen Armeen Ende 1944/Anfang 1945 nach Ostdeutschland wurde auch die Danziger Bucht gefährdet, sodass die Erprobungskommandos nach Horten in Norwegen verlegt werden mussten. Erich Topp übernahm im März 1945 noch U-3010 (Typ XXI) als Kommandant und führte dieses brandneue Boot bis April 1945. Am 22. April 1945 erhielt er das nahezu frontklare Boot U-2513, ebenfalls vom Typ XXI, und aufgrund seiner Erfahrungen als Erprobungsleiter für diesen Typ glaubte er, noch einmal zu einer Feindfahrt auslaufen zu können.
Er ließ das U-Boot ausrüsten und meldete sich bei Großadmiral Dönitz ab. Am 1. Mai 1945 nahm U-2513 Kurs auf Horten. Das Boot lief durch den Großen Belt und stand dann im Skagerrak, ohne von alliierten Flugzeugen und Kriegsschiffen entdeckt zu werden. In Norwegen am 3. Mai 1945 angelangt, beabsichtigte Topp, sein U-Boot so schnell wie möglich einsatzbereit zu bekommen. Der Krieg ging aber seinem Ende entgegen, und Deutschland kapitulierte am 7. Mai 1945. Der Kommandant von U-2513 wollte daraufhin sein U-Boot versenken, was jedoch von Großadmiral Dönitz für alle Einheiten der Kriegsmarine verboten wurde. Am 8. Mai 1945 holte Fregattenkapitän Erich Topp die Flagge nieder und lief in tiefere Gewässer. Alle Torpedos wurden versenkt, die Geräte und Geheimpapiere vernichtet. Am 12. Mai 1945 mussten die hier liegenden deutschen U-Boote einen großen Teil der Besatzungen abgeben, aber doch jederzeit fahrklar sein. Am 27. Mai 1945 machten die ersten U-Boote die Leinen los und liefen befehlsgemäß nach England zur Auslieferung. 24 Stunden später besetzen die Engländer U-2513; Erich Topp musste sein U-Boot verlassen, er betrat am 26. August 1945 wieder deutschen Boden.
Im Januar 1945 heiratete Erich Topp in Zoppot Ilse Haupt, die Tochter eines Marinepfarrers.
Insgesamt versenkte Erich Topp 32 Schiffe mit 177.919 BRT, einen Zerstörer mit 1215 ts und ein Hilfsschiff. Damit war er nach Otto Kretschmer, Wolfgang Lüth und Günther Prien der vierterfolgreichste U-Boot-Kommandant des Zweiten Weltkrieges. Ihm wurde das Ritterkreuz zum Eisernen Kreuz mit Eichenlaub und Schwertern verliehen.

### Bundesmarine
Vom 20. Mai bis zum 17. August 1945 war Erich Topp in der Kriegsgefangenschaft in Kragerog (Norwegen). Am 4. Juni 1946 begann er an der TH Hannover das Studium der Architektur und schloss dieses 1950 als Diplomingenieur ab. 1957 war er fachlicher Berater für den Film Haie und kleine Fische.
Nach seinem Wiedereintritt in die Marine am 3. März 1958 und einer Einweisung beim Führungsstab der Marine, diente er ab 16. August 1958 als Chef des Stabes beim NATO-Militärausschuss in Washington, D.C. Ab 1. Januar 1962 war er Kommandeur der Amphibischen Streitkräfte und gleichzeitig einen Monat lang Kommandeur in Vertretung der Ubootflottille. Anschließend wurde er am 1. Oktober 1963 zum Chef des Stabes im Flottenkommando berufen und ab 1. Juli 1965 als Leiter der Unterabteilung II Führung im Führungsstab der Marine im Bundesministerium der Verteidigung eingesetzt. Am 15. November 1966 wurde er mit dem Dienstgrad Konteradmiral Chef des Führungsstabes der Marine und stellvertretender Inspekteur der Marine.
1968 sollte er als Abteilungsleiter Plans & Policy in das NATO-Hauptquartier Nordeuropa in Kolsås, Norwegen, versetzt werden. In Norwegen gab es zu dieser Zeit eine lebhafte Debatte über die NATO-Mitgliedschaft des Landes und das Verhältnis zu Deutschland. Um keine Angriffsfläche für die NATO- und Deutschland-Gegner zu bieten, wurde darauf verzichtet, Topp zu entsenden, weil er im Krieg unter anderem vier norwegische Handelsschiffe versenkt hatte. An seiner Stelle wurde Konteradmiral Friedrich Guggenberger, ebenfalls ein ehemaliger U-Boot-Kommandant, auf den NATO-Dienstposten versetzt. Der NATO-Oberbefehlshaber Europa (SACEUR), der US-General Lyman L. Lemnitzer, dem das NATO-Kommando Nordeuropa unterstand, kündigte ihn dort mit den Worten an „Ich schicke Ihnen hiermit einen Admiral, der nur britische Schiffe versenkt hat.“ Topp blieb im Führungsstab der Marine und ging am 31. Dezember 1969 in den Ruhestand.
Als Ehrung für seine Bemühungen beim Wiederaufbau der Marine und dem Aufbau des transatlantischen Bündnisses wurde ihm 1969 das Große Bundesverdienstkreuz verliehen. Nach seiner Pensionierung war er noch einige Jahre technischer Berater der Howaldtswerke-Deutsche Werft.
Er starb im Alter von 91 Jahren und hinterließ zwei Söhne – Kay-Peter Topp (1945–2014) und Michael Topp (* 1950) – sowie fünf Enkel.

## Werk
- Fackeln über dem Atlantik. Lebensbericht eines U-Boot-Kommandanten. Mittler Verlag. Herford; Bonn 1990, ISBN 3-8132-0354-9.

## Auszeichnungen
- U-Boot-Kriegsabzeichen (1939) (1939) am 7. November 1939
- Eisernes Kreuz (1939) II. Klasse am 1. Januar 1940
- Eisernes Kreuz (1939) I. Klasse am 1. September 1940
- Ritterkreuz des Eisernen Kreuzes mit Eichenlaub und Schwertern
  - Ritterkreuz am 20. Juni 1941
  - Eichenlaub am 11. April 1942 (87. Verleihung)
  - Schwerter am 17. August 1942 (17. Verleihung)
- U-Boot-Kriegsabzeichen (1939) mit Brillanten
- Ehrendolch der Marine mit Brillanten
- Kriegsverdienstkreuz (1939) II. Klasse mit Schwertern am 30. Januar 1944
- Kriegsverdienstkreuz (1939) I. Klasse mit Schwertern am 1. Dezember 1944
- Großes Verdienstkreuz des Verdienstordens der Bundesrepublik Deutschland (1969)